# Burgruine Helfenberg (Ilsfeld)
Die Burgruine Helfenberg ist die Ruine einer mittelalterlichen Höhenburg oberhalb des zu Ilsfeld zählenden Ortes Helfenberg im Landkreis Heilbronn im nördlichen Baden-Württemberg.

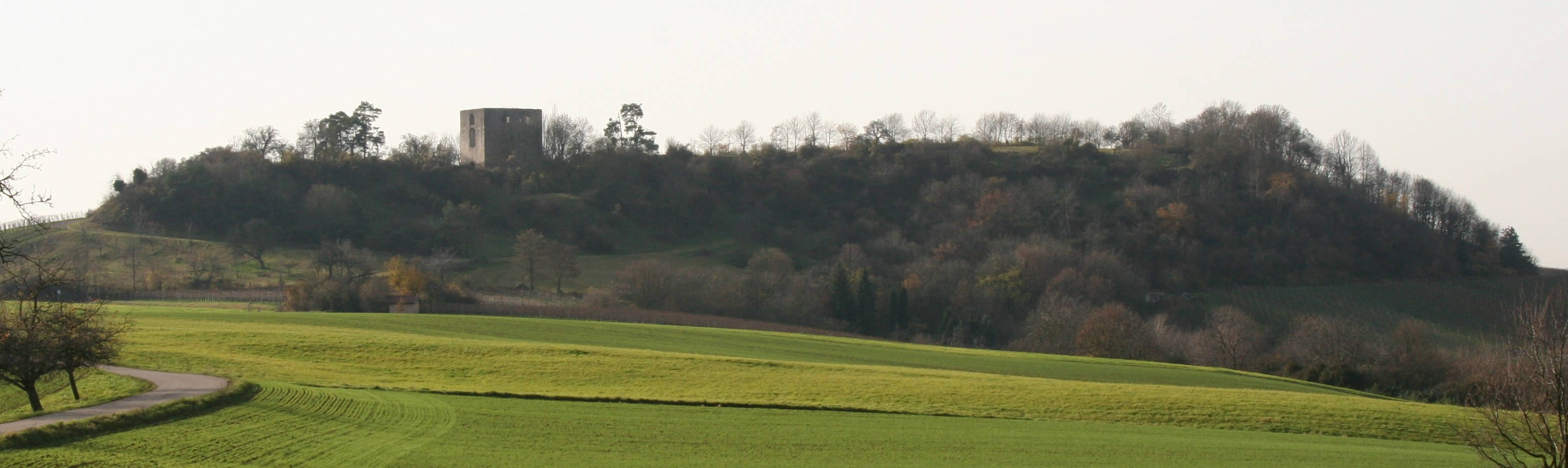
Burgruine Helfenberg von Nordosten gesehen

## Geografie
Die Ruine liegt auf 335 m ü. NN östlich von Abstatt und südwestlich der dortigen Burg Wildeck sowie nordöstlich von Auenstein auf einem sich von West nach Ost erstreckenden Bergrücken. Südlich unterhalb des Burgbergs liegt der historisch zur Burg gehörende Weiler Helfenberg. Der Burgberg wird heute, bis auf das um die Burg liegende Hochplateau und einen kleinen bewaldeten Geländeeinschnitt im Westen, für den Weinbau genutzt.

## Geschichte
Die Burg wurde zur Zeit der Staufer um 1250 erbaut und mit dem badischen Dienstmann Albertus de Helfenberg 1259 erstmals urkundlich erwähnt. Weitere Vertreter waren Hartmann genannt Bruche de Helfenberg (1293) und Albrecht von Helfenberg (1310). Die Helfenberger traten bereits im frühen 14. Jahrhundert Besitz ab, so ein Gut in Siglingen an das Kloster Schöntal und 1344 einen Anteil am Forst in Talheim an die Herren von Neipperg. Der letzte Vertreter war ein Hans von Helfenberg, der 1354 einen Zehntanteil in Lauffen am Neckar veräußerte.
Das Erbe der Helfenberger teilten sich die Herren von Sachsenheim und die Herren Sturmfeder, die wegen ihrer Wappengleichheit vermutlich von den Helfenbergern abstammen oder mit ihnen stammverwandt sind. 1339 bis 1370 war Werner Sturmfeder der Burgherr, um 1400 Hans Sturmfeder. Damals ging der Sachsenheimsche Teil an Heinrich von Hohenriet.
Ein Konrad von Hohenrieth besaß später die gesamte Burg und verkaufte 1456 das Schloss Helfenberg mit Gütern und Leuten, den Burgstall Alt Helfenberg hinter dem Schloss, Güter und Leute in Helfenberg und einen Wald sowie Güter und Zehnten in Abstatt, Zehnt, Gült und Güter sowie Leute in Ostheim, in Ilsfeld und Beilstein sowie ein Lehen mit Wald zu Söhlbach, Gülten in Oberstenfeld und Etzlenswenden mit dem Wald Farnersberg, den Abstetter Hof und Leibeigene in 13 näheren und entfernten Orten an Württemberg.

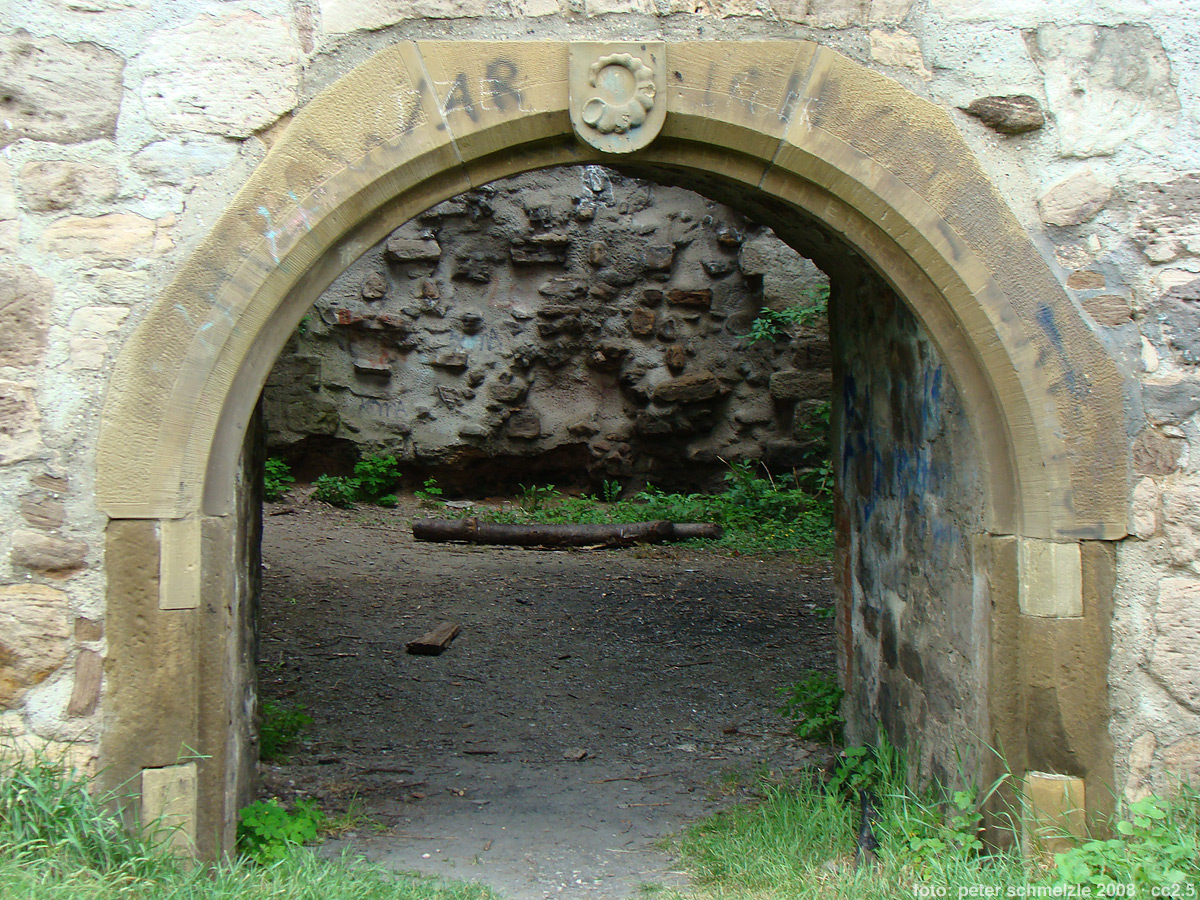
Portal mit Gaisberg-Wappen, dat. 1579

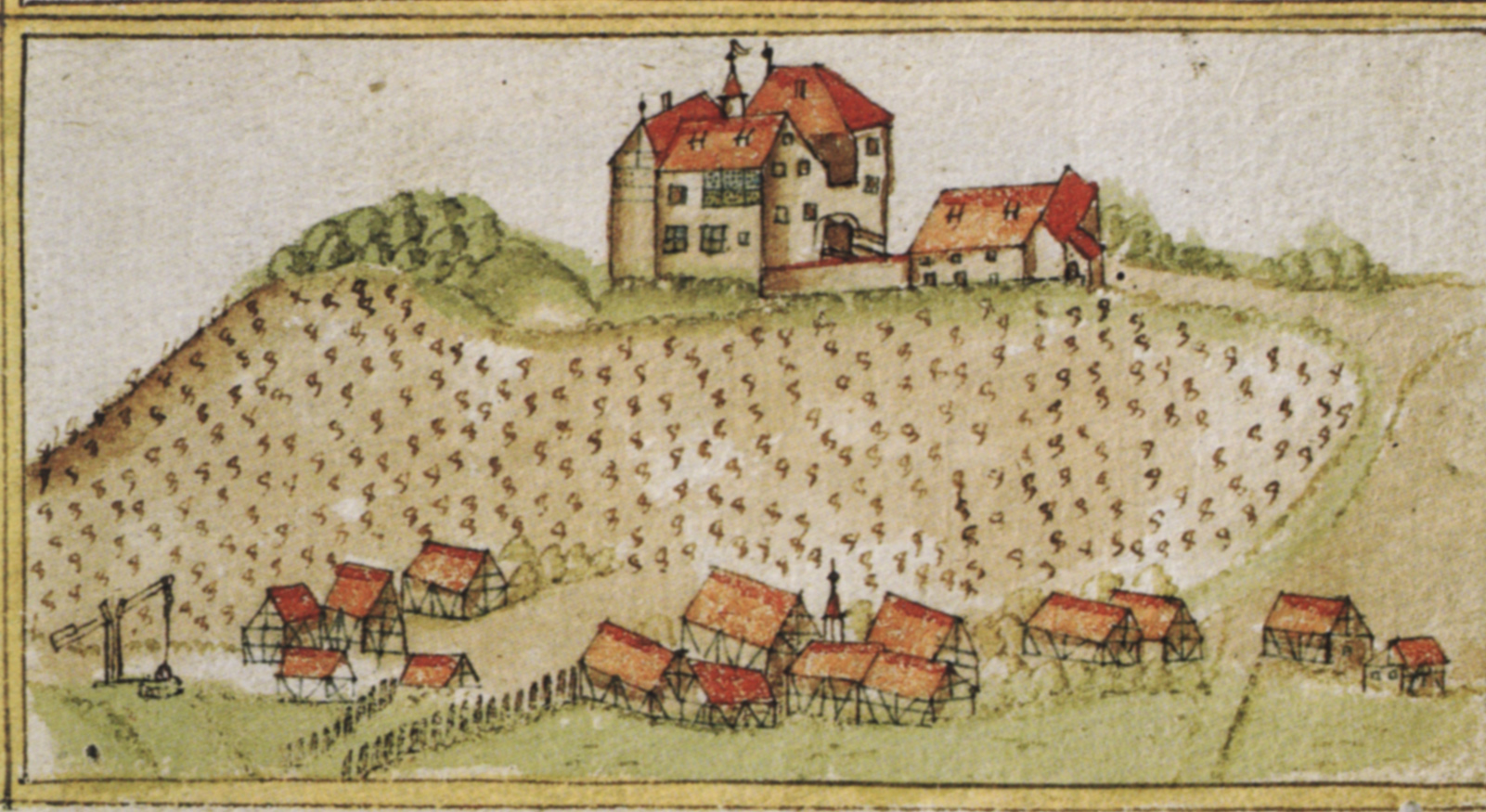
Burg und Ort Helfenberg in der Kieserschen Forstkarte von 1685

Die Burg war als württembergisches Lehen ab 1457 im Besitz verschiedener Adelsgeschlechter. Dieter von Weiler vergab die Burg als Unterlehen 1464 an Hans von Talheim und dieser oder seine Erben veräußerten den Besitz 1482 an Werner Notthafft, der den alten Öden Turm an der Ostspitze des Burgbergs abreißen ließ. Von Daniel Notthafft ging ein Teil der Burg 1521 an Wolf Ruch von Winnenden, der weitere Bauarbeiten durchführen ließ und 1525 während des Bauernkriegs bei der Weinsberger Bluttat von Bauern ermordet wurde.
1527 kam die Burg in Besitz von Conrad von Wittstatt. Philipp von Wittstatt erweiterte die Burg 1579. Das später angebrachte Wappen der Herren von Gaisberg prangt über dem Portal des erhaltenen Wohnturms.
Der heute erhaltene Gebäuderest stammt von dem an die einstige Schildmauer gebauten Wohnturm. Nach Osten erstreckte sich einst die übrige Burganlage auf einer Fläche von etwa 40 × 25 Metern. Dort befanden sich vermutlich Wirtschaftsgebäude und Schlosskapelle.
Bis 1625 entstand im unterhalb der Burg liegenden Ort Finkenbach ein weiterer Herrensitz, der Ort wurde vermutlich im Zuge der Errichtung des Schlosses Unterhelfenberg nach dem Burgberg benannt. Die Burg auf dem Berg wurde zur Unterscheidung vom Schloss im Ort künftig Oberes Schloss oder Oberhelfenberg genannt. 1625 saß auf Oberhelfenberg Philipp Christoph von Hoheneck (Schwiegersohn des Philipp von Wittstatt), auf Unterhelfenberg Johann Christoph von Buchholz (Schwiegersohn der Tochter von Philipp von Wittstatt).
Die Burg wurde im Dreißigjährigen Krieg zerstört und anschließend unter dem Obristen und württembergischen Rat Peter von Pflummern, der von Herzog Eberhard mit dem Hoheneckschen Anteil an der Burg belehnt worden war und zu jener Zeit auch die benachbarte Burg Wildeck besaß, wiederhergestellt. Aus jener Zeit datierte die Schlosskapelle. Nach Pflummerns Tod ging die Burg als Kunkellehen an seine Tochter Elisabeth, die mit Claus Jacob Böcklin von Böcklinsau verheiratet war. Nach dessen Tod ging der Besitz 1681 an die gemeinsame Tochter Maria Dorothea, die seit 1671 mit Wolf Ernst Horneck von Hornberg verheiratet war, so dass der Besitz an der Burg an die Familie Horneck von Hornberg kam. 1702 ist bei einer Erbfolge vom teilweisen Abriss des Oberen Schlosses die Rede, anstelle dessen sei ein Weinberg angelegt worden.
1746 kam die Herrschaft Helfenberg über die Heirat einer Horneck-Tochter in den Besitz der im Ritterkanton Kocher vertretenen Familie von Gaisberg, die ihren Sitz im Unteren Schloss nahm. Die Burg dagegen war beim Besitzübergang an die von Gaisberg bereits eine Ruine, aus der Steine für Bauten im Ort Helfenberg gebrochen wurden. 1817 wurde die Schlosskapelle abgebrochen. Das Untere Schloss im Ort Helfenberg wurde 1945 durch einen Bombenangriff zerstört, an seiner Stelle befindet sich heute das Gemeindehaus.
Die Ruine der Burg Helfenberg befindet sich bis heute im Besitz der Familie von Gaisberg, wurde mit Hilfe des Denkmalamts, des Landkreises Heilbronn und der damaligen Gemeinde Auenstein instand gesetzt und ist öffentlich zugänglich.